# ロシア臨時政府
ロシア臨時政府（ロシアりんじせいふ、露: Временное правительство России）は、1917年の二月革命後にロシアで成立した臨時政府である。

## 沿革

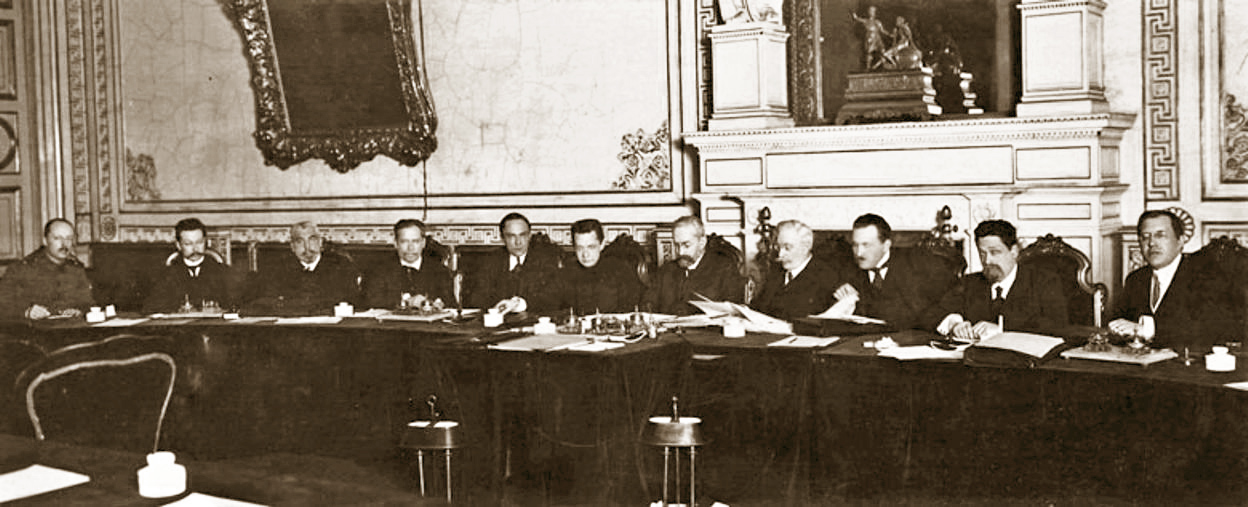
ロシア臨時政府による会議

1917年3月に勃発したロシア革命（二月革命）により、ロシア皇帝ニコライ2世は退位し、ロシア帝国は打倒され、代わって新政府が樹立された。こうして成立したロシア臨時政府は主に自由主義者の閣僚から成り、将来的に民主的な選挙で選ばれた代表者による全ロシア憲法制定議会を開催することを意図していた。
臨時政府下では、ペトログラード労兵ソビエトが軍の指揮権を掌握していた。そして、第一次世界大戦の継続を目指す第一次臨時政府と、講和を求めるソビエトのあいだで対立が生じ、第一次臨時政府は崩壊した。
同年5月5日、自由主義者に加えて、社会革命党（エスエル）とメンシェヴィキを中心とする社会主義者たちが参加する第一次連立政府が成立した。この政府もウクライナ自治問題をめぐって立憲民主党（カデット）の閣僚が辞任して崩壊し、社会主義者であるケレンスキーを首班とする第二次連立政府が成立した。一時的にソビエトの力は弱まったものの、「コルニーロフ反乱」が起きた際には、ケレンスキーはソビエトを頼らざるを得なかった。同年9月1日（グレゴリオ暦9月14日）には国号をロシア共和国（Российская республика）とすることを発表したが、元老院はこれを拒否し、法令としての告示は行われなかった。
1917年10月25日（グレゴリオ暦11月7日）の十月革命により、ボリシェビキの主導するソビエトによって臨時政府は解体された。脱出・逃亡したアレクサンドル・ケレンスキーを除く第三次臨時政府の閣僚たちのほとんどは逮捕・監禁されたが、その後国外追放され、もしくは脱獄・亡命した。リヴォフ以下その他の閣僚経験者も大多数が亡命した。

## 閣僚

### 第一次臨時政府
出典:
| 職名               | 氏名 | 氏名                           | 所属             | 備考 |
| ------------------ | ---- | ------------------------------ | ---------------- | ---- |
| 首相 内務相        |      | ゲオルギー・リヴォフ           | 無所属           |      |
| 外務相             |      | パーヴェル・ミリュコーフ       | カデット         |      |
| 陸海軍相           |      | アレクサンドル・グチコフ       | オクチャブリスト |      |
| 運輸相             |      | ニコライ・ネクラーソフ         | カデット         |      |
| 商工相             |      | アレクサンドル・コノヴァーロフ | 進歩党           |      |
| 財務相             |      | ミハイル・テレシチェンコ       | 無所属           |      |
| 教育相             |      | アレクサンドル・マヌイロフ     | カデット         |      |
| 農務相             |      | アンドレイ・シンガリョフ       | カデット         |      |
| 司法相             |      | アレクサンドル・ケレンスキー   | トルドヴィキ     |      |
| 宗務院長           |      | ウラジーミル・リヴォフ         | 中央派           |      |
| 会計監査院長       |      | イワン・ゴドネフ               | オクチャブリスト |      |
| フィンランド担当相 |      | フョードル・ロジチェフ         | カデット         |      |

### 第一次連立政府
四月危機後の臨時政府の閣僚は以下の通り:
出典:
| 職名         | 氏名 | 氏名                           | 所属             | 備考           |
| ------------ | ---- | ------------------------------ | ---------------- | -------------- |
| 首相 内務相  |      | ゲオルギー・リヴォフ           | 無所属           | 留任           |
| 外務相       |      | ミハイル・テレシチェンコ       | 無所属           | 蔵相から転任   |
| 陸海軍相     |      | アレクサンドル・ケレンスキー   | 社会革命党       | 司法相から転任 |
| 交通相       |      | ニコライ・ネクラーソフ         | カデット         | 留任           |
| 商工相       |      | アレクサンドル・コノヴァーロフ | 進歩党           | 留任           |
| 財務相       |      | アンドレイ・シンガリョフ       | カデット         | 農務相から転任 |
| 教育相       |      | アレクサンドル・マヌイロフ     | カデット         | 留任           |
| 農務相       |      | ヴィクトル・チェルノフ         | 社会革命党       |                |
| 司法相       |      | パーヴェル・ペレヴェルゼフ     | トルドヴィキ     |                |
| 郵政相       |      | イラクリー・ツェレテリ         | メンシェビキ     |                |
| 労働相       |      | マトヴェイ・スコベレフ         | メンシェビキ     |                |
| 食糧相       |      | アレクセイ・ペシェホーノフ     | 人民社会党       |                |
| 国家後見相   |      | ドミトリー・シャホフスコーイ   | カデット         |                |
| 宗務院長     |      | ウラジーミル・リヴォフ         | 中央派           | 留任           |
| 会計監査院長 |      | イワン・ゴドネフ               | オクチャブリスト | 留任           |

### 第二次連立政府
ケレンスキーの実権掌握後の閣僚は以下の通り:
出典:
| 職名          | 氏名 | 氏名                                   | 所属         | 備考           |
| ------------- | ---- | -------------------------------------- | ------------ | -------------- |
| 首相 陸海軍相 |      | アレクサンドル・ケレンスキー           | 社会革命党   |                |
| 副首相 財務相 |      | ニコライ・ネクラーソフ                 | カデット     | 交通相から転任 |
| 内務相        |      | ニコライ・アフクセンチェフ             | メンシェビキ |                |
| 外務相        |      | ミハイル・テレシチェンコ               | 無所属       | 留任           |
| 運輸相        |      | ピョートル・ユーレネフ                 | カデット     |                |
| 商工相        |      | セルゲイ・プロコヴィチ                 | 無所属       |                |
| 教育相        |      | セルゲイ・オルデンブルク               | カデット     |                |
| 農務相        |      | ヴィクトル・チェルノフ                 | 社会革命党   | 留任           |
| 司法相        |      | アレクサンドル・ザルドーヌイ           | 人民社会党   |                |
| 郵政相        |      | アレクセイ・ニキーチン                 | メンシェビキ |                |
| 労働相        |      | マトヴェイ・スコベレフ                 | メンシェビキ | 留任           |
| 食糧相        |      | アレクセイ・ペシェホーノフ             | 人民社会党   | 留任           |
| 国家後見相    |      | イワン・ニコラエヴィッチ・エフレーモフ | 進歩党       |                |
| 宗務院長      |      | アントン・カルタシェフ                 | メンシェビキ |                |
| 会計監査院長  |      | フョードル・ココシキン                 | カデット     |                |

### 第三次連立政府
第三次臨時政府の閣僚は以下の通り:
出典:
| 職名           | 氏名 | 氏名                             | 所属         | 備考 |
| -------------- | ---- | -------------------------------- | ------------ | ---- |
| 首相           |      | アレクサンドル・ケレンスキー     | 社会革命党   |      |
| 副首相 商工相  |      | アレクサンドル・コノヴァロフ     | カデット     |      |
| 内務相 郵政相  |      | アレクセイ・ニキーチン           | メンシェビキ |      |
| 外務相         |      | ミハイル・テレシチェンコ         | 無所属       | 留任 |
| 財務相         |      | ミハイル・ベルナツキー           | カデット     |      |
| 運輸相         |      | アレクサンドル・リヴェロフスキー | 無所属       |      |
| 陸軍相         |      | アレクサンドル・ヴェルホフスキー |              |      |
| 海軍相         |      | ドミトリー・ヴェルジェレフスキー |              |      |
| 教育相         |      | セルゲイ・サラズキン             | 無所属       |      |
| 農務相         |      | セメイ・マスロフ                 | 社会革命党   |      |
| 司法相         |      | パーヴェル・マリャントヴィチ     | メンシェビキ |      |
| 労働相         |      | クズマ・グヴォージェフ           | メンシェビキ |      |
| 食糧相         |      | セルゲイ・プロコポーヴィチ       | 無所属       |      |
| 国家後見相     |      | ニコライ・キシュキン             | カデット     |      |
| 宗務院長       |      | アントン・カルタシェフ           | カデット     | 留任 |
| 会計監査院長   |      | セルゲイ・スミルノフ             | カデット     |      |
| 経済評議会議長 |      | セルゲイ・トルチャコフ           | 進歩党       |      |